# Casa-palacio del Marqués de Viluma
La Casa-palacio del Marqués de Viluma es un edificio situado en la calle San Lucas, nº 4 c/v a Luis de Góngora, 8, en Madrid (España).

## Descripción

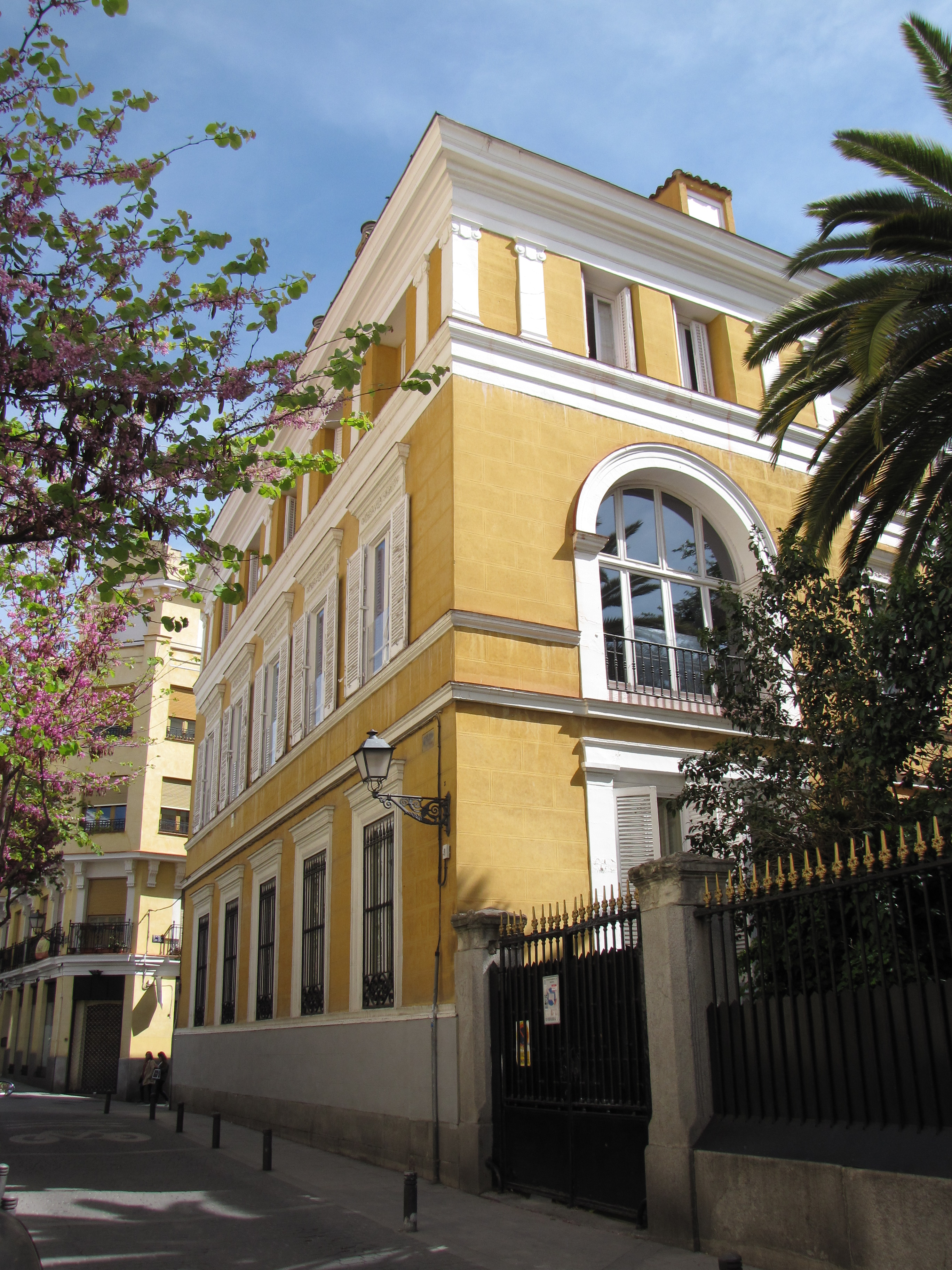
Palacio Viluma. Fachada con jardín.

Se trata de un palacete construido en 1857 y diseñado por el arquitecto Jerónimo de la Gándara, que vivió una considerable reforma en 1934, esta vez de la mano del arquitecto Joaquín Saldaña.
De planta rectangular y tres alturas, su fachada principal se abre a la calle San Lucas. Es de sencillo estilo de reminiscencias clásicas con vanos pareados cubiertos con guardapolvos que apenas sobresalen de la línea de fachada, mientras que el último piso, de menor altura, tiene decoración estucada emulando columnillas estriadas. 
La distribución interior está organizada en torno a la escalera central y una galería que conecta los salones ubicados en los extremos, mientras que hacia el interior una zona de estancia se abre a un jardín en muy buen estado de conservación.
Parece ser que en origen sus salones estaban decorados con una considerable colección de pintura.